# Tina Dietze
Tina Dietze (25 gennaio 1988) è una canoista tedesca, specializzata nella velocità.

## Palmarès
- Olimpiadi

Londra 2012: oro nel K2 500m e argento nel K4 500m.
Rio de Janeiro 2016: argento nel K2 500m e nel K4 500m.
- Mondiali

Dartmouth 2009: oro nel K4 200m, argento nel K2 1000m e nel K4 500m.
Poznań 2010: oro nel K1 4x200m e argento nel K4 500m.
Szeged 2011: oro nel K1 4x200m, argento nel K2 500m e nel K4 500m.
Duisburg 2013: oro nel K2 500m e nel K2 200m e argento nel K4 500m.
Mosca 2014: argento nel K2 200m.
Milano 2015: bronzo nel K2 500m e nel K4 500m.
Račice 2017: argento nel K2 500m e K4 500m.
Montemor-o-Velho 2018: oro nel K2 200m.
- Campionati europei di canoa/kayak sprint

Brandeburgo 2009: oro nel K4 500m e argento nel K4 200m.
Trasona 2010: oro nel K4 500m e bronzo nel K2 1000m.
Belgrado 2011: argento nel K2 200m e nel K2 1000 m e bronzo nel K4 500m.
Zagabria 2012: oro nel K4 500m.
Montemor-o-Velho 2013. argento nel K2 500m e nel K4 500m.
Mosca 2016: oro nel K2 200m e bronzo nel K4 500m.
Plovdiv 2017: oro nel K2 500m.
- Giochi europei

Minsk 2019: argento nel K2 200m.